# Крашенинников, Михаил Васильевич
Михаил Васильевич Крашенинников — советский хозяйственный, государственный и политический деятель.

## Биография
Родился в 1904 году на заводе Бым. Член КПСС с 1938 года.
С 1919 года — на хозяйственной, общественной и политической работе. В 1919—1955 гг. — разнорабочий и чернорабочий, сотрудник ГПУ, начальник 2-го отд. УГБ, замначальника УНКВД Сталинской области, УНКГБ Сталинской области, заместитель начальника УНКВД-УНКГБ Калининской области, начальник УНКГБ-УМГБ Херсонской области, начальник УМГБ Омской области, начальник УМВД Рязанской области, УКГБ Рязанской области. Полковник.
Делегат XIX съезда КПСС.
Умер в Рязани в 1963 году.